# Bill Maynard
Bill Maynard, született Walter Frederick George Williams (Heath End, Farnham, Surrey, Egyesült Királyság, 1928. október 8. – Leicestershire,  2018. március 30.) angol komikus, színész.

## Fontosabb filmszerepei
- 1968: Till Death Us Do Part, Bert
- 1970: Coronation Street, tévésorozat, Mickie Malone
- 1970: Up Pompeii!, tévésorozat, Parcantus
- 1970: Még egyszer (One More Time), Jenson
- 1970: Folytassa a szerelmet! (Carry on Loving), Mr. Dreery
- 1971: Folytassa, Henry! (Carry on Henry), Guy Fawkes
- 1971: Folytassa, amikor Önnek megfelel! (Carry on at Your Convenience), Fred Moore
- 1972: Folytassa, főnővér! (Carry on Matron), Freddy
- 1972: Folytassa külföldön! (Carry on Abroad), Mr. Fiddler
- 1972: Till Death Us Do Part, tévésorozat, Bert
- 1972: Két Balláb az ezredben – avagy: Hogyan járultam hozzá Hitler bukásához (Adolf Hitler: My Part in His Downfall), Ellis őrmester
- 1974: Zodiac, tévésorozat, George Sutton
- 1974: Folytassa, Dick! (Carry on Dick), Bodkin
- 1974: Confessions of a Window Cleaner, Mr. Lea
- 1974: The Inheritors, tévésorozat, Sefton Garrett
- 1975: Confessions of a Pop Performer, Mr. Lea
- 1976: Robin és Marian (Robin and Marian), Mercadier
- 1977: Paradise Island, tévésorozat, Alexander Goodwin tiszteletes
- 1977: Confessions from a Holiday Camp, Mr. Lea
- 1974–1977: Oh No, It’s Selwyn Froggitt, tévésorozat, Selwyn Froggitt, 22 epizódban
- 1980: Meghökkentő mesék (Tales of the Unexpected) tévésorozat, egy epizódban, Merv Pottinger
- 1980: Worzel Gummidge tévésorozat, Beetroot őrmester
- 1982: A pestises kutyák (The Plague Dogs), animációs, narrátor
- 1981–1983: The Gaffer, tévésorozat, Fred Moffatt, 20 epizódban,
- 1990: Az istenek megint a fejükre estek (Oddball Hall), Copperthewaite
- 1992–2000: Heartbeat, tévésorozat, Claude Jeremiah Greengrass, 155 epizódban
- 2002: Dalziel és Pascoe nyomoz (Dalziel & Pascoe), tévésorozat, Cyril Steel tanácsos, 2 epizódban
- 2003: The Royal, tévésorozat, Claude Greengrass, 7 epizódban